# Crypteronia cumingii
Crypteronia cumingii là một loài thực vật có hoa trong họ Crypteroniaceae. Loài này được (Planch.) Endl. mô tả khoa học đầu tiên năm 1848.